# ويكيبيديا السامي الشمالية
ويكيبيديا السامي الشمالية هي النسخة السامي الشمالية من موسوعة ويكيبيديا.
له 5000 مقالة في 4 أغسطس 2012.